# Rychcice (przystanek kolejowy)
Rychcice (ukr. Рихтичі, ros. Рыхтичи) – przystanek kolejowy w pobliżu miejscowości Rychcice, w rejonie drohobyckim, w obwodzie lwowskim, na Ukrainie.
Przystanek istniał przed II wojną światową.